# Park Narodowy Loch Lomond and the Trossachs

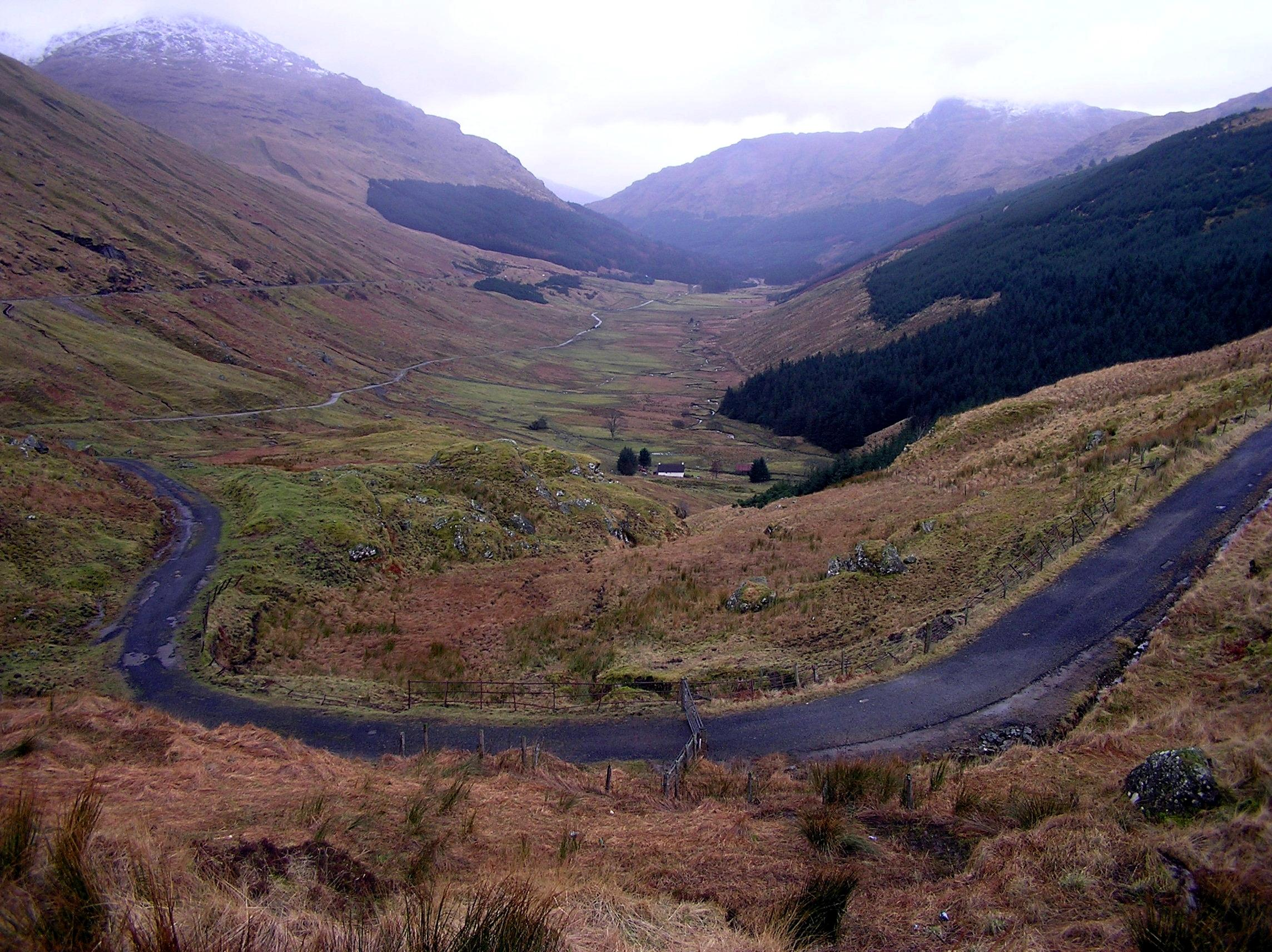
Przełęcz Glen Croe

Park Narodowy Loch Lomond and the Trossachs (ang. Loch Lomond and The Trossachs National Park, gael. Pàirc Nàiseanta Loch Laomainn is nan Tròisichean) – park narodowy w Szkocji o powierzchni 1865 km², obejmujący m.in. jezioro Loch Lomond oraz górzysty region Trossachs. 
Jest to pierwszy park narodowy w Szkocji, utworzony decyzją Szkockiego Parlamentu w roku 2002. Na jego terenie znajduje się 57 rezerwatów.